# Augochloropsis cytherea
Augochloropsis cytherea är en biart som först beskrevs av Smith 1853.  Augochloropsis cytherea ingår i släktet Augochloropsis och familjen vägbin. Inga underarter finns listade.